# مقاس جدید (کلیبر)
مقاس جدید (به ترکی آذربایجانی: یوخاری ماهاس) یکی از روستاهای استان آذربایجان شرقی است که در دهستان ییلاق بخش مرکزی شهرستان کلیبر واقع شده‌است. بر اساس سرشماری سال ۱۳۸۵، جمعیت روستا ۱۴۳ نفر در ۳۰ خانوار می‌باشد. یک آمارگیری اخیر جمعیت را ۳۸ نفر در ۱۳۵ خانوار اعلام کرده‌است.